# 赛典赤·赡思丁

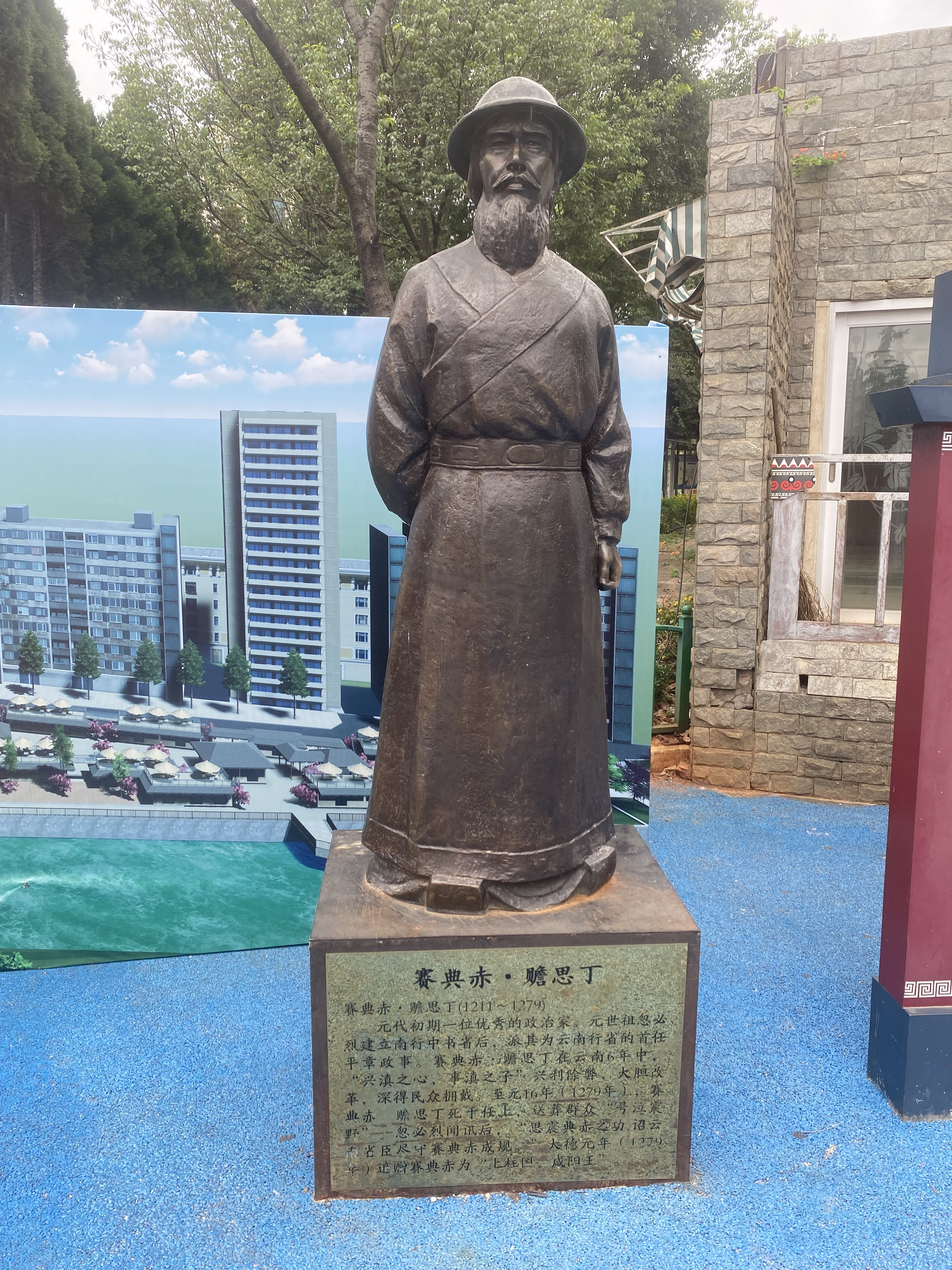
昆明市桃源广场赛典赤·赡思丁像

赛典赤·赡思丁·乌马儿（羅馬化：Sayyid Ajjal Shams al-Din Omar al-Bukhari；1211年—1279年8月21日），乃元初朝中色目籍的大臣。

## 生平
“赡思丁”意为“宗教的太阳”，“乌马儿”意为“长寿”。出生于中亚布哈拉一个信仰伊斯兰教的家庭。苦鲁马丁之子。赛典赤的三十一世先祖是伊斯兰教先知－穆罕默德。成吉思汗西征花剌子模时，1221年，蒙古军攻下布哈拉，赡思丁随父率领千骑迎降；太祖以“赛典赤”称呼（為阿拉伯语Sayyid Ajjal的音譯，意即「伟大的圣裔」）。充任宿卫，随从征战。历任陕西、丰靖、云内三路达鲁华赤、平阳、太原二路达鲁华赤、燕京路断事官。蒙哥汗即位后，任燕京路总管。1258年，受命管理军饷。
1260年，忽必烈即位后，擢升燕京宣抚使。中统二年（1261年），拜中书平章政事；“军国重事，无不由之。”中统三年（1262年）兼管财政，严格控制交钞发行量，使财政出现兴旺局面，以“轻财爱民，多惠政”著称。至元元年（1264年），任陕西五路西蜀四川行中书省平章政事，兴办学校，修治山路，桥梁、栈道，长安人为他树碑志功。至元十一年（1274年）出任云南等处行中书省平章政事，輔佐行省丞相；五年後，卒于云南，享年六十九岁，受忽必烈追封为咸阳王。
云南刚刚被元朝征服后，社会秩序混乱，政令不一，军管民政，刑法苛刻，赋役繁重。赡思丁在云南期间，消弭分裂，奏准取消军管民政之制，设置路府郡县，置州县令长，使云南正式成为行省一级政区。对当地少数民族采取羁縻政策，安抚诸酋，使他们款附。省徭役、招散亡、体恤鳏寡孤独、备灾荒、礼贤士、汰冗官，设路食以待劳民，薄征税以便商旅等措施。同时大力兴修水利、修浚滇池、六河，垦殖土地，推动云南农业发展。兴军民屯田，建立十二屯区，共28419屯户，屯田98707双。此外，尚修路、架桥、设驿站，加强大西南内地的交通。建孔庙，授学田，提倡文教，在昆明兴办一所庙学。率回回军进入云南后，将伊斯兰教、阿拉伯文、波斯文、制炮术、采冶术、医药和天文、历算知识及阿拉伯、中亚各地的手工业技术传到云南。忽必烈在他死后，诏云南省臣尽守其成规，不得更改。
咸阳王墓在云南昆明市松华坝，上书“元咸阳王赛典赤赡思丁墓”，百姓为之立庙祭祀。今昆明五里多村建有其衣冠冢。

## 儿子
- 納速剌丁，长子，父逝后曾任云南行省平章政事
- 哈桑，次子，曾任广东道宣慰使都元帅
- 忽辛，三子，曾任云南行省右丞
- 苫速丁兀默里，四子，曾任建昌路总管
- 马速忽，五子，曾任云南诸路行中书省平章政事

## 后裔
明朝航海家郑和相传是赛典赤·赡思丁的六世孙，元末词人赛景初亦为其后人。

## 延伸阅读
[在维基数据编辑]
 《元史/卷125》，出自宋濂《元史》
 《新元史/卷155》，出自柯劭忞《新元史》
 在维基共享资源阅览影像